# دنیس اولینیک
دنیس اولینیک (اوکراینی: Денис Вікторович Олійник؛ زادهٔ ۱۶ ژوئن ۱۹۸۷) بازیکن فوتبال اهل اوکراین است.
از باشگاه‌هایی که در آن بازی کرده‌است می‌توان به باشگاه فوتبال دنیپرو، باشگاه فوتبال آرسنال کی‌یف، باشگاه فوتبال متالیست خارکوف، باشگاه فوتبال دینامو کی‌یف، و باشگاه فوتبال ویتس‌آرنهم اشاره کرد.
وی همچنین در تیم‌های ملی فوتبال Ukraine national under-16 football team, Ukraine national under-17 football team, Ukraine national under-18 football team, Ukraine national under-19 football team، زیر ۲۱ سال اوکراین، و اوکراین بازی کرده‌است.